# Xenia Ivanov
Xenia Ivanov (n. 28 ianuarie 1970) este o fostă voleibalistă română. A făcut parte din Echipa națională de volei feminin a României.
Ca junior, a luat titlul național în componența echipei SSE. A jucat la Universiada de vară din 1993⁠(d) din Buffalo, SUA, și la Campionatul mondial de volei feminin din 1994⁠(d) din Brazilia. La nivel de club, a jucat la Rapid București, iar după 2000 a jucat la Dinamo București.

## Cluburi
- Rapid București (1994)